# The Jamie Foxx Show
The Jamie Foxx Show es un sitcom estadounidense que se transmitió por la cadena WB en 1996. Fue protagonizada por Jamie Foxx, Garcelle Beauvais, Christopher B. Duncan, Ellia English y Garrett Morris, en los papeles principales.

## Sinopsis
Jamie King es un aspirante músico de Terrell, Texas, que ha llegado a Los Ángeles para perseguir una carrera en la música. Para mantenerse, trabaja con su familia en el hotel "King's Tower", que es propiedad de su tía y su tío, Helen y Junior King. En el escenario del hotel "King's Tower" Jamie, hace su humorístico show, interpretanto a Jamie Foxx (el personaje). 
Entre sus compañeros de trabajo durante el funcionamiento del show fueron, la hermosa e inteligente Francesca "Fancy" Monroe y el muy nervioso frente a Jamie, Braxton P. Hartnabrig. Braxton, fue el peor de los insultos de Jamie.

## Reparto
- Jamie Foxx como Jamie King.
- Garcelle Beauvais como Francesca "Fancy" Monroe-King.
- Christopher B. Duncan como Braxton P. Hartnabrig
- Ellia English como Helen King.
- Garrett Morris como Junior King.
- Suli McCullough como Mouse.
- Rhona Bennett como Nicole.
- Alex Thomas como Phil.
- Sherri Shepherd como Sheila.

### Otros actores
- Chris Spencer como Curtis 8 (6 episodios).
- Kellita Smith como Cherise (5 episodios).
- Orlando Brown como Nelson (4 episodios).
- Kimberly Brooks como Chante  (3 episodios).
- Michael Taliferro como Wide Clyde (3 episodios).
- Walter Franks como Blab (3 episodios).
- Ken Narasaki como Turista Japonés (2 episodios).
- Alexander Folk como Jellyroll Baker (2 episodios).
- Ellis Williams como Frontline Freddy (2 episodios).
- Gladys Knight como Janice King (2 episodios).
- Reno como Man in Window (2 episodios).
- Mark Curry como Sergeant Easy (2 episodios).
- Marilyn McCoo como Joan (2 episodios).

## Más información
La serie salió al aire en transmisión el 28 de agosto de 1996 y terminó el 14 de enero de 2001, distribuido por Telepictures Distribución y Warner Bros, por la cadena WB. La serie también se emitió en BET de 2005-2008 y comenzó a transmitirse una vez más en septiembre de 2009 hasta la actualidad, y como parte de The CW.
Varios episodios de The Jamie Foxx Show también están disponibles en AOL In2TV, que permite a los usuarios de Internet para ver o descargar episodios de alta resolución de varios clásicos favoritos. Desde Warner, en junio de 2009 se puso un anuncio de que se separó de America Online, los episodios se han movido más a AOL Video.
Warner Home Video ha lanzado una temporada de The Jamie Foxx Show en DVD en la Región 1. Es muy poco probable que más temporadas en DVD se darán a conocer debido a las malas ventas de DVD de la primera temporada.

## Premios y nominaciones
| Año  | Resultado | Premio                   | Categoría                                     | Recipiente        |
| ---- | --------- | ------------------------ | --------------------------------------------- | ----------------- |
| 1998 | Ganador   | NAACP Image Award        | Mejor Actor Principal en una Serie de Comedia | Jamie Foxx        |
| 1999 | Nominado  | NAACP Image Award        | Mejor actor de comedia                        | Garcelle Beauvais |
| 1999 | Nominado  | NAACP Image Award        | Mejor Actor Principal en la Serie de Comedia  | Jamie Foxx        |
| 2000 | Nominado  | NAACP Image Award        | Mejor Actor Principal en la Serie de Comedia  | Jamie Foxx        |
| 2000 | Nominado  | Kids' Choice Awards, USA | El actor favorito de la serie                 | Jamie Foxx        |
| 2001 | Nominado  | NAACP Image Award        | Mejor Actor Principal en la Serie de Comedia  | Jamie Foxx        |
| 2001 | Nominado  | Kids' Choice Awards, USA | El actor favorito de la serie                 | Jamie Foxx        |